# Kate Phillips
Kate Phillipps est une actrice britannique. Révélée par la série The Crown , elle est principalement connue pour ses rôles dans Guerre et Paix et Peaky Blinders. Au cinéma, elle a incarné le rôle de la Princesse Mary dans la suite de la série Downton Abbey.

## Biographie
Kate Phillipps est née le 21 mai 1989.
Elle a étudié durant 3 ans l'Université de Leeds, avant de rejoindre la Guildhall School of Music and Drama à Londres.

## Carrière
Elle débute en 2015 à la télévision dans la série Dans l'ombre des Tudors, où elle incarne Jeanne Seymour.
L'année suivante, elle tourne dans Guerre et Paix, The Crown, My Mother and Other Strangers et elle obtient un rôle secondaire dans Peaky Blinders.
En 2018, elle tourne avec Domhnall Gleeson, Ruth Wilson et Charlotte Rampling dans le film de Lenny Abrahamson, The Little Stranger . L'année suivante, elle est au casting des films Cœurs ennemis (avec Keira Knightley, Alexander Skarsgård et Jason Clarke) et Downton Abbey. Elle tourne également dans un épisode de L'Aliéniste.
Entre 2020 et 2022, elle tient le premier rôle de la série Miss Scarlet, détective privée.
En 2022, elle apparaît le temps d'un épisode dans la série américaine Atlanta.

## Filmographie

### Cinéma

#### Longs métrages
- 2018 : The Little Stranger de Lenny Abrahamson : Diana Baker-Hyde
- 2019 : Cœurs ennemis (The Aftermath) de James Kent : Susan
- 2019 : Downton Abbey de Julian Fellowes : Princesse Mary
- 2021 : Benediction de Terence Davies : Hester Gatty jeune

#### Court métrage
- 2016 : The Astronaut de Phoebe Arnstein : La fille de Matthew

### Télévision

#### Séries télévisées
- 2015 : Dans l'ombre des Tudors (Wolf Hall) : Jeanne Seymour
- 2016 : Guerre et Paix (War & Peace) : Lise Bolkonskaya
- 2016 : The Crown : Venetia Scott
- 2016 : My Mother and Other Strangers : Tillie Zeigler
- 2016 - 2022 : Peaky Blinders : Linda Shelby
- 2018 : L'Aliéniste (The Alienist) : Laura Boone
- 2020 : The English Game : Laura Lyttelton
- 2020 - 2024 : Miss Scarlet, détective privée (Miss Scarlett and the Duke) : Eliza Scarlet
- 2022 : Atlanta : Wendy